# 존 R. 커먼스

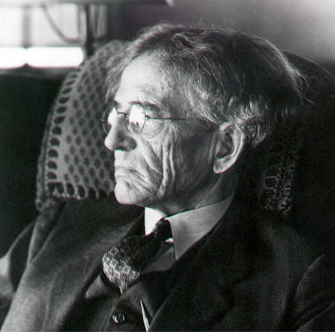

존 로저스 커먼스(John Rogers Commons, 1862년 10월 13일 – 1945년 5월 11일)는 위스콘신 대학교 매디슨의 제도경제학자였다.
존 R. 커먼스는 1862년 10월 13일 오하이오주 홀란스버그에서 태어났다. 커먼스는 종교적 성장을 통해 어릴 때부터 사회 정의를 옹호하는 사람이 되었다. 커먼스는 가난한 학생으로 간주되어 공부하는 동안 정신 질환을 겪었다. 그가 끝내지 못한 채 졸업할 수 있었던 것은 그의 강렬한 의지와 호기심에서 보이는 잠재력 때문이었다. 이때 커먼스는 헨리 조지의 지공주의 경제학을 추종하게 되었다. 그는 토지 임대료에 더 높은 세율을 적용하는 소득세 제안을 포함하여 남은 생애 동안 토지와 독점 임대료에 초점을 맞춘 경제학에 대한 '조지주의적' 또는 '리카도적' 접근 방식을 수행했다.
커먼스는 국가 및 기타 제도의 집단적 행동에 대한 분석을 개발한 것으로 가장 잘 알려져 있으며, 그는 이를 경제학을 이해하는 데 필수적이라고 생각했다. 커먼스는 신중하게 만들어진 법안이 사회 변화를 일으킬 수 있다고 믿었다. 그러한 견해로 인해 그는 사회주의 급진주의자이자 점증주의자로 알려지게 되었다. 일부 발표된 설명과 달리 커먼스는 아프리카계 미국인이 투표할 수 있다고 간주했다. 그는 비례대표제를 옹호하면서 '흑인정당'을 제안했다. 그는 심지어 남부 주들이 아프리카계 미국인들의 투표를 허용하도록 헌법 수정 제13조를 적용할 것을 제안하기도 했다. 그는 경제학자이자 사회이론가인 소스타인 베블렌과 같은 인물들을 통해 제도경제학에서 미국의 강력한 전통을 이어갔다. 거래에 대한 그의 개념은 제도경제학에 대한 가장 중요한 공헌 중 하나이다. 제도적 이론은 위스콘신주의 광범위한 사회 문제에 대한 사실 조사 및 법안 초안 작성에서 그의 놀라운 성공과 밀접한 관련이 있다. 그는 미국 최초의 위스콘신 근로자 보상 프로그램을 확립하는 법안의 초안을 작성했다.